# Паренхіма
Паренхі́ма (дав.-гр. παρέγχυμα, дос. «налите поруч») — тканина внутрішнього середовища багатоклітинних організмів, що складається з приблизно однакових неполяризованих клітин. Також використовується для опори. Тканини, що класифікуються як паренхіматозні, зустрічаються у судинних рослин і у представників ряду груп багатоклітинних тварин і губок.
- в медицині — функціонально-активні епітеліальні клітини, які є основними структурно-функціональними елементами внутрішнього паренхіматозного органу, лежать в петлях сполучної (ретикулярної) строми, зовні покриті капсулою зі щільної волокнистої оформленої сполучної тканини (наприклад, епітелій печінки, нирок, легенів і ін.). Терміном «паренхіма» в його морфологічному сенсі древні греки називали печінку, описуючи її як масу крові, що згорнулася в черевній порожнині трупа, а не як окремий орган;

## Паренхіматозні тканини у судинних рослин
- Аеренхіма
- Запасаюча паренхіма
- Асимиляційна паренхіма

### Функції і розподіл паренхіми
- Паренхіму (основну тканину) називають виповнюючою тканиною, оскільки її неспеціалізовані клітини заповнюють простір між більш спеціалізованими тканинами, як це можна бачити, наприклад, в серцевині стебла або в зовнішній корі стебла та кореня . Клітини цієї тканини становлять основну масу молодої рослини.
- Важливу роль відіграють осмотичні властивості паренхімних клітин, тому що в стані тургору ці клітини виявляються щільно упакованими та забезпечують опору тим органам, в яких вони знаходяться. Це особливо важливо для стебел трав'янистих рослин, де подібна опора є, по суті, єдиною.
- Неспеціалізовані в структурному відношенні клітини паренхіми проте метаболічно активні: багато важливих для рослинного організму процеси відбуваються саме в них.
- Через систему заповнених повітрям міжклітинників йде газообмін між живими клітинами й зовнішнім середовищем, з якою пов'язують цю систему продихи (особливі пори листа) або сочевички (спеціальні розриви в стеблах деревних порід). За цим з міжклітинників до живих клітин надходять кисень для дихання і діоксид вуглецю для фотосинтезу. Особливо розвинута система повітроносних міжклітинників в губчастій паренхімі.
- Паренхімні клітини частіше слугують сховищем поживних речовин, головним чином у запасаючих органах, наприклад у бульбах картоплі, де в амілопластах цих клітин зберігається крохмаль. Рідкісний випадок відкладення запасів у потовщених стінках паренхімних клітин відомий у фінікової пальми: тут таким чином в ендоспермі насіння відкладаються запас геміцелюлози.
- Стінки паренхімних клітин — важливий шлях, по якому переміщаються в рослині вода і мінеральні солі (частина «апопластного шляху»). Речовини можуть переміщатися також і по плазмодесмі, що зв'язує сусідні клітини.
- У деяких частинах рослини паренхімні клітини, видозмінюючись, стають більш спеціалізованими. Ми перерахуємо тут деякі з тканин, які можуть розглядатися як модифікована паренхіма.

## Паренхіматозні тканини у багатоклітинних тварин
- Травна паренхіма бескишечних турбелярій.
- Мезенхіма голкошкірих і хордових.